# Bosguérard-de-Marcouville
 Bosguérard-de-Marcouville  là một xã thuộc tỉnh Eure trong vùng Normandie miền bắc nước Pháp.

## Demography
Nguồn: INSEE.